# Национальный комитет Западного Папуа
Национальный комитет Западного Папуа (индон. Komite Nasional Papua Barat, KNPB) — организация папуасских народов, созданная 19 ноября 2008 года, ненасильственным образом проводящая кампанию за референдум папуасского народа Западного Папуа. Право на самоопределение папуасов было удержано, хотя его осуществление было предусмотрено в соглашении между правительствами Нидерландов, Индонезии и ООН в 1962 году.

## Деятельность
Международные парламентарии Западного Папуа (IPWP) и Международные юристы Западного Папуа (ILWP) поддерживают деятельность Комитета, используя правовые методы для реализации права на самоопределение папуасов. На митинге, посвященном регистрации IPWP и ILWP в Европейском союзе в Брюсселе, координатор Марио Пигей заявил, что «нарушения прав человека продолжают совершаться в Папуа с убийствами папуасских лидеров, таких как Келли Квалик».
В апреле 2009 года восемь демонстрантов были убиты полицией во время митинга, организованного Комитетом, в котором участвовало более 15 000 человек. Один полицейский был ранен.
В 2009 году, по инициативе Комитета, сотни папуасских студентов на Яве, Бали, в Макасаре и Манадо вернулись в Папуа, чтобы создать укрытия на поле в Сентани, где похоронен Тис Элуэй, лидер общины в Западном Папуа, который был убит членами команды спецназа индонезийской армии в 2001 году. Студентов, однако, преследовала полиция: несколько студентов были арестованы и заключены в тюрьму.
22 марта 2010 года Комитет организовал серию новых уличных демонстраций. Пятнадцать участников были арестованы после того, как полиция использовала огнестрельное оружие, чтобы разогнать толпу.
В ноябре 2010 года Конгресс Комитета избрал Бухтара Табуни в качестве председателя, Августина Трапена в качестве секретаря, Мако Табуни в качестве заместителя председателя и Виктора Йимо в качестве международного пресс-секретаря. Отделения Комитета были созданы практически во всех регионах Западного Папуа. У организации также есть представители в Джакарте и Манадо. Конгресс имеет влиятельную международная сеть.
Бухтар Табуни и Виктор Йимо были арестованы и приговорены к трем годам лишения свободы по обвинению в подстрекательстве и нарушении безопасности государства Индонезии. В 2011 году Табуни был снова заключен в тюрьму по обвинению в порче тюремного имущества в период предыдущего заключения. Его заместитель, Мако Табуни, был убит 14 июня 2012 года офицерами полиции, членами антитеррористического подразделение Densus 88. Виктор Йимо сменил Бухтара Табуни в качестве председателя, но ушёл в подполье, поэтому полиция также установила слежение за ним.
Комитету удалось мобилизовать тысячи людей почти во всех регионах Западного Папуа. 2 августа 2011 года Международные юристы Западного Папуа организовала конференцию для поиска правовых путей урегулирования политического статуса Западного Папуа. Комитет считает принадлежность этой территории Индонезии незаконной, поскольку население никогда не имело возможности осуществить право на самоопределение, на которое оно имело право в соответствии с международными договорами, которые контролировались ООН.